# The Showgrounds
The Showgrounds este un stadion de fotbal din Newry, Irlanda de Nord. Aceasta este stadionul echipei de fotbal Newry City AFC.